# Міхал Токажевський-Карашевич
Міхал Карашевич-Токажевський (пол. Michał Tokarzewski-Karaszewicz; 5 січня 1893, Львів, Долитавщина, Австро-Угорщина — 22 травня 1964, Касабланка, Марокко) — польський військовик, генерал-майор збройних сил Польщі, державний діяч в еміграції, масон, теософ, священнослужитель Ліберальної католицької церкви.

## Біографія

### Ранні роки
Народився 1893 року у Львові. Закінчив молодшу середню школу у Дрогобичі. Під час демонстрації в день виборів до австро-угорського парламенту 19 червня 1911 року він був серйозно поранений, коли один із солдатів, спрямованих на боротьбу з безладами, пробив йому груди штиком. У 1913 році вступив на факультет права та політичних навичок Львівського університету, пізніше продовжив навчання на медичному факультеті Ягеллонського університету у Кракові. Студентом він брав активну участь у незалежницьких організаціях Юзефа Пілсудського. Він був членом Польської соціалістичної партійно-революційної фракції, належав до Союзу активної боротьби та Стрілецького союзу. Був командиром стрілецьких ланок в Дрогобичі і Самборі та інспектора Краківського округу. перед початком першої світової війни як громадянин Австро-Угорщини був призваний до війська, де пройшов курс офіцерського запасу.

### Перша світова війна
У серпні 1914 року він долучився до польських легіонів, командуючи 5-м, потім 2-м батальйоном 5-го піхотного полку, далі 3-м батальйоном 6-го піхотного полку, після чого прийняв командування 5-м піхотним полком. 24 жовтня 1914 року його важко поранили під час бою під Лаським Анеліном. У 1915 році Пілсудський підвищив його до звання майора . Під час кризи присяги він був ненадовго інтернований, потім (залишаючись в підпіллі) брав активну участь у структурах Польської військової організації (ВПО), спершу у Любліні, а потім в Україні та Білорусі. Його тричі заарештовували більшовики.

### Друга Польська республіка
У 1918 році Токажевський знову прийняв командування 5-м піхотним полком легіонів. Брав участь в польсько-українській війні, спершу у битві за Перемишль, а 19 листопада 1918 року долучився до бойових дій у Львові. Після захоплення Львова, він командував польськими військами, що вели бої південніше міста до початку 1919 року. У червні 1919 року йому було присвоєно звання полковника.
Під час польсько-радянської війни у квітні 1919 року брав участь у Вільнюській експедиції, під час якої він командував бригадою 1-ї піхотної дивізії легіонів; потім він став заступником інспектора та начальником Першого піхотного управління Міністерства військових справ.
У 1924 році призначений командувачем 19-ї піхотної дивізії у Вільнюсі. 1 грудня 1924 року президент Польщі Станіслав Войцеховський на прохання міністра військових справ генерал-майора Владислава Сікорського підвищив його до звання бригадного генерала, ставши наймолодшим генералом. Під час травневого перевороту 1926 року він став на сторону заколотників. 17 березня 1927 року він був звільнений з посади командира дивізії та призначений керівником Кадрового управління Міністерства військових справ та головою Офіцерського судового трибуналу.
21 березня 1929 року призначений командиром 25-ї піхотної дивізії з командним пунктом в Каліші. У листопаді 1935 року став командувачем корпусного округу No III у Гродно. 3 серпня 1936 року президент призначив його командиром корпусного округу No VI у Львові. У 1938 році він став командувачем корпусного округу No VIII у Торуні. На цій посаді він пробув до 11 вересня 1939 року.
У рамках святкування 20-ї річниці бою за Львів йому було присвоєно звання почесного члена Асоціації захисників Львова, а 20 листопада 1938 року одна з вулиць Львова та школа були названі на його честь. 19 листопада 1938 року йому було присвоєно звання почесного громадянина міста Дрогобич.

### Друга світова війна

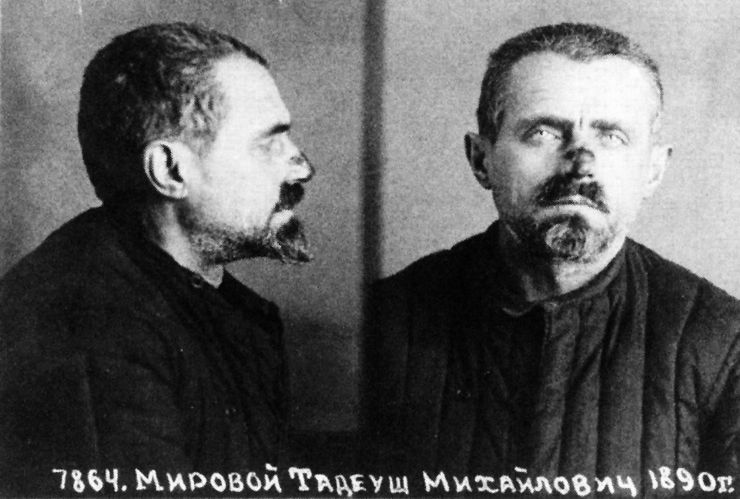
Міхал Карашевич-Токажевський після арешту НКВС у 1940 році

Після початку другої світової війни він командував оперативною групою в армії «Помор'я» і брав участь у битві при Бзурі. 27 вересня 1939 року він очолив підпільну військову організацію «Служба Перемоги Польщі», яка стала першою підпільною організацією в окупованій Польщі. Потім став командувачем львівського відділення Союзу збройної боротьби (територія Львівської області була окупована СРСР). У березні 1940 року його заарештували співробітники НКВС під час спроби перетнути німецько-радянську лінію розмежування з документами на ім'я Тадеуша Мірового. Його відправили до трудового табору поблизу Воркути, а після виявлення його справжньої особи до в'язниці НКВС на Луб'янці. Після звільнення в серпні 1941 року він став на службу в армію Андерса в СРСР командиром 6-ї львівської піхотної дивізії.
16 березня 1943 року він став заступником командувача польської армії на Сході генерал-майора Владислава Андерса. Він поєднував обов'язки заступника командувача армією з функцією командувача військовими частинами на Близькому Сході, а з серпня 1944 року — командувача 3-м польським корпусом. З грудня 1944 року по серпень 1946 року він перебував у розпорядженні міністра національної оборони, займаючись «особливими питаннями».

### Після Другої світової війни
До 31 грудня 1946 року перебував у командуванні 2-го польського корпусу, а потім польського корпусу з переселення та дислокації. Після закінчення другої світової війни він залишався в екзилі у Великій Британії, брав активну участь у житті польських емігрантів, читаючи численні лекції, зокрема про початки формування Армії Крайової. Він працював спершу робітником на заводі радіообладнання. З 1954 року — генеральний інспектор збройних сил та міністр національної оборони в уряді Республіки Польща в еміграції. Він помер 22 травня 1964 року в Касабланці, де проходив лікування. Спочатку його поховали на цвинтарі Сен-Совер-де-Монт у Квебеку, Канада, потім перепоховали на цвинтарі Бромптон у Лондоні. У вересні 1992 року урну з його прахом було перенесено на Повонзківський цвинтар у Варшаві.

## Невійськова діяльність
Генерал Токажевський-Карашевич був одним з найактивніших польських масонів. Він належав до Великої національної ложі Польщі та ордену «Le Droit Humain». Він був співзасновником та членом лож: Томаш Зан, Білий Орел, Святий Грааль та святого Михаїла Архангела. У 1937 році він був нагороджений 33-м ступенем посвяти, найвищим у старовинному та визнаному шотландському обряді.
Токажевський також захоплювався теософією. Він був одним із трьох людей, які мали право носити срібну свастику. Брав участь у показах, організованих Польським Теософським Товариством у Менженіні. З 1925 року він був вірним Ліберальної католицької церкви. 14 листопада 1926 року він став священнослужителем. Він був висвячений на священика у Варшаві єпископом Джеймсом Інгалом Веджвудом.